# クラウディオ・マレロ
クラウディオ・マレロ・グズマン（Claudio Marrero Guzman、1989年3月6日 - ）は、ドミニカ共和国のプロボクサー。サントドミンゴ出身。元WBA世界フェザー級暫定王者。

## 来歴

### アマチュア時代
マレーロはリオデジャネイロで2007年に行われた2007年パンアメリカン競技大会にバンタム級で出場し、銀メダルを獲得している（決勝でカルロス・クアドラスに敗れた）。
その後シカゴで行われた2007年世界ボクシング選手権大会や2009年ミラノで行われた2009年世界ボクシング選手権大会に出場したがメダルを獲得できなかった。

### プロ時代
2013年8月23日、ニューヨーク州ヴェローナのターニング・ストーン・リゾート&カジノにて、アルヘニス・メンデスの前座で、ヘスス・クエジャルとWBA世界フェザー級暫定王座決定戦を行うも12回0-3の判定負けを喫し王座の獲得に失敗した。
2017年4月29日、ネバダ州ラスベガスのサムズ・タウン・ホテル・アンド・ガムブリング・ホールにてWBA世界フェザー級暫定王者カルロス・ザンブラーノと対戦し、初回1分30秒KO勝ちを収めWBA暫定王座とIBO王座を獲得した。
2017年9月15日、ネバダ州ラスベガスのMGMグランド内マーキー・ボール・ルームでヘスス・マヌエル・ロハスと対戦し、7回2分59秒KO負けを喫し初防衛に失敗してWBA暫定王座から陥落し、その後IBO王座も剥奪され空位となった。
2018年4月28日、テキサス州エルパソのドン・ハスキンズ・コンベンション・センターにてWBC世界フェザー級2位のホルヘ・ララと対戦し、初回30秒KO勝ちを収めて再起した。

## 獲得タイトル
- FECARBOXフェザー級王座
- NABA北米フェザー級王座
- WBAフェデラテンフェザー級王座
- WBA世界フェザー級暫定王座（防衛0）
- IBO世界フェザー級王座